# 가스가 도라쓰나

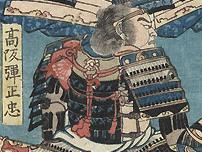
고사카 마사노부

가스가 도라쓰나(일본어: 春日虎綱, 1527년 ~ 1578년)는 센고쿠 시대의 무장으로 다케다 가문의 가신이다. 고사카 마사노부(高坂昌信)로도 불리고 원복 직후의 이름은 가스가 겐스케(香坂原助)로 불린다. 다케다 신겐(武田晴信), 가쓰요리(勝頼)의 2대를 섬겨 다케다 4명신의 한 사람으로도 꼽힌다.

## 생애

### 다케다 가문 사관
다이에이(大永) 7년(1527년, 가이국(甲斐国) 야쓰시로군(八代郡) 이사와(石和) 호농·가스가 오쿠마(春日大隈)의 아들로 태어난다. 덴분(天文) 11년(1542년)에 아버지 오쿠마가 사망하자, 누나 부부와 유산을 둘러싼 재판에서 패배하고 친척이 없을 때, 다케다 신겐의 오쿠긴주(奥近習)로서 초대받았다.

### 신겐 시대
처음은 사번(使番)로서 신겐을 섬겼으나, 얼마 안가 전공을 세워 신겐의 신뢰를 얻는다. 시나노 평정전에서 고이와다케 성 공략전에서 제일가는 공적을 세워 덴분 21년(1552년)에는 100기지를 이끄는 아시가루 대장(足軽大将)이 된다. 덴분 22년(1553년) 고모로쇼다이(小諸城), 에이로쿠 2년(1556년) 가이즈쇼다이가 되어, 에치고 우에스기씨(越後上杉氏)에 대한 최선전의 수장(守将)을 맡았다. 에이로쿠 4년 1561년) 제 4차 가와나카지마 전투(川中島の戦い)에서는 사이조 산(妻女山) 공격의 별동대로서 전공을 세웠다. 이 후 북시나노의 치세를 맡았다. 또 이 전공으로 인해 신겐으로부터 시나노의 명족 · 고사카씨(香坂氏)를 계승하는 것을 허락하여 고사카 성을 칭했다. 그 후에도 겐키 3년(1572년)의 미카타가하라 전투(三方ヶ原の戦い)등 다케다 가문의 중요한 전투에 참전하였다.

### 가쓰요리 시대
겐키 4년(1573년) 4월의 신겐 사후 가이즈쇼다이로서 북시나노와 우에스기 겐신(上杉景勝)의 견제를 담당하였지만, 다른 가신들과 마찬가지로 다케다 가쓰요리로부터 소외당하고 있었다고 여겨진다. 덴쇼(天正) 3년(1575년)의 나가시노 전투(長篠の戦い)에서는 참전하지 않고 가이즈성을 수비하고 있었으나, 패전 소식을 듣자 병사를 이끌고 가쓰요리를 맞아들여 의복·무기 등을 바꾸게 하고 패군의 보기 흉함을 느끼게 하지 않게 체면을 배려하였다고 한다. 또 이 전투에서 도라쓰나의 장남 고사카 마사즈미(春日昌澄)가 전사했다. 또한 나가시노 전투에서 신겐 이래의 가신중에서 살아남은 가신은 마사노부 밖에 없었다. 이 후 도라쓰나는 다케다 가문의 재건을 위해 노력하였고, 특히 오다 노부나가(織田信長)의 위협을 견제하기 위해 숙적인 우에스기 겐신과 동맹을 맺으려고 하였다. 덴쇼 6년(1578년) 5월 7일, 가이즈 성에서 병사했다.

## 사후
가독은 차남인 고사카 마사모토(高坂昌元)가 이어나갔다. 덴쇼 10년(1582년) 다케다 가문이 멸망 후, 카이즈성을 지키던 마사모토는 우에스기 가게카쓰(上杉景勝)에게 의지하였으나, 혼노지의 변(本能寺の変)이 일어난 후 북시사노에서의 자립하던 사나다 마사유키(真田昌幸)와의 내통이 발각되어 격분한 우에스기 가게카쓰에게를 죽임을 당한다.